# Fixi
 (octobre 2021).
Pour les articles homonymes, voir Bossard.
Fixi (né François-Xavier Bossard en 1974) est un musicien et compositeur français. 
Particulièrement remarqué pour son jeu de l'accordéon, moderne et créatif, il a joué dans de nombreux groupes, notamment Java, mélangeant les styles de musique, comme le hip-hop-musette, le reggae, le funk, le afrobeat, le rock et le maloya.

## Biographie
Fixi a une formation classique (batterie, piano, trombone) et devient professionnel à l'âge de 17 ans.
Il commence par jouer avec Sinclair et Tony Allen. Il a aussi joué dans Java ainsi qu'avec Winston McAnuff, avec Alexis HK et avec -M-. 
Il réalise un album de Winston McAnuff en 2006 et en 2013[réf. nécessaire].
En 2016, il signe la BO du film La Fille du patron d'Olivier Loustau.